# Gräberfeld von Mostugan

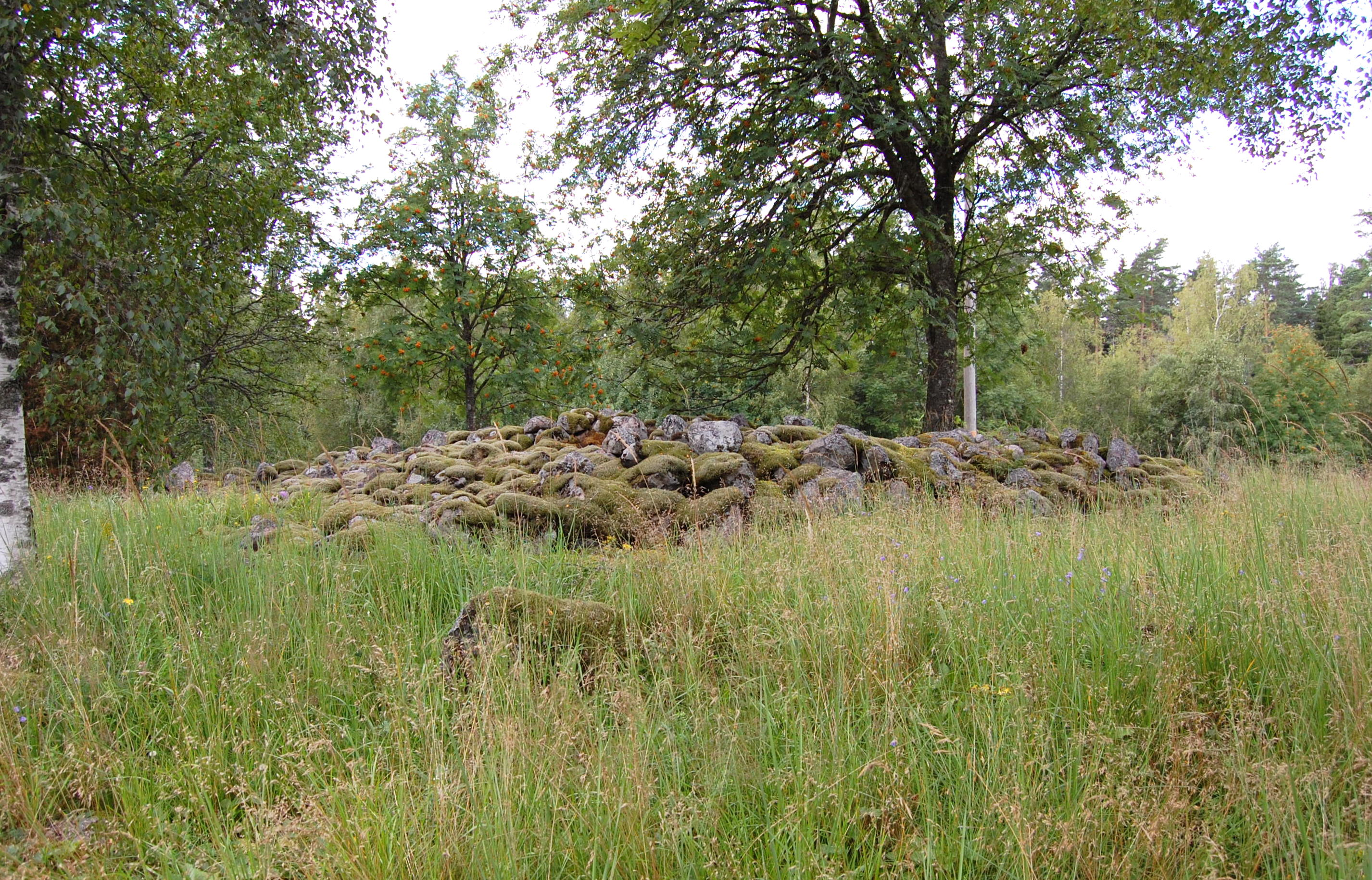
Gräberfeld von Mostugan

Das Gräberfeld von Mostugan (schwedisch Mostugans gravfält) ist eine prähistorische Grabanlage bei Mostugan, westlich der Straße von Sävsjö nach Eksjö in der schwedischen Gemeinde Sävsjö in der historischen Provinz Småland.
Das Gräberfeld besteht aus etwa 50 Gräbern, darunter einem großen Steingrab. Für die Entstehung dieses Grabes wird die Bronzezeit vermutet. Die übrigen Gräbern sind flach und wurden erst später in der Eisenzeit angelegt.
Während die Umgebung heute bewaldet ist, wird hier für die Entstehungszeit eine offene Landschaft angenommen.